# KLM
KLM(네덜란드어: Koninklijke Luchtvaart Maatschappij, 영어: KLM Royal Dutch Airlines)은 네덜란드의 국영 항공사였다가, 2004년 5월에 프랑스의 항공사인 에어 프랑스가 인수하면서 에어프랑스-KLM의 자회사가 되었다. 본사는 네덜란드 암스테르담에 있으며, 세계 항공사 중 역사가 가장 오래되었다.
유럽의 항공사들 중에서는 LOT 폴란드 항공과 더불어 보기 드물게 보잉의 기종을 주로 운용한다.

## 역사
1919년 10월 7일 전직 조종사인 알베르트 프레스만(영어: Albert Plesman)과 일부 은행가와 기업가들이 설립하였다. 당시 여왕 빌헬미나가 회사명에 로열이란 단어를 붙이는 것을 승인하였고 이 이름이 지금까지 사용되고 있다. 1920년 5월 17일 암스테르담발 런던행 국제선 노선으로 운항을 시작하였다. 같은 해 승객 345명, 화물 22톤, 우편물 3톤을 수송하였다. 1921년 세계 최초로 항공권 예약·판매소를 세웠고 이후 노선이 신설되면서 함부르크를 경유 하는 코펜하겐 국제선 노선, 1923년 브뤼셀 직항 국제선 노선을 신설하였다. 1945년 알베르트 프레스만(영어: Albert Plesman)이 1928년에 설립한 KNILM과 합병하였으며 1920년대에서 1930년대까지 네덜란드 전역과 유럽 여러 곳으로 노선을 확대하였다. 제2차 세계대전이 일어나면서 대부분 노선의 운항을 중단되었다. 하지만 제2차 세계대전이 끝나면서 1945년 유럽 운항을 다시 시작하고 1946년 5월 21일 유럽 항공사 사상 최초로 북대서양을 횡단하는 뉴욕노선을 정기적으로 운항하기 시작하였다. 1966년 대한민국에 최초로 국제선 노선을 신설했는데 이는 일본을 경유한 첫 노선을 운항했으며 1984년 매월 첫주 1회 취항을 거쳤다가 2000년 4월부터 서울발 암스테르담 노선을 운항했으나 2001년에 인천국제공항이 개항되면서 노선이 이전되었다. 1991년 노스웨스트 항공과 최초로 합동 서비스를 시작하였고 1993년 노스웨스트 항공과 유럽 공동 운항을 시작하였다. 이어 1998년에 알리탈리아와 합동 서비스를 시작하였다. 2004년에 에어프랑스가 인수하면서 에어프랑스-KLM 회사가 설립하였다.

## 운항 노선
- 2020년 7월 기준으로 KLM은 다음과 같은 노선을 운항하고 있다.

### 코드쉐어 협정
- KLM은 다음과 같은 항공사와 코드쉐어 협정을 맺고 있다. 또한 스카이팀 회원사와 코드쉐어가 가능하다.[1][2]

| - GOL 항공 - ITA 항공 - TAROM (스카이팀) - 가루다 인도네시아 항공 (스카이팀) - 대한항공 (스카이팀) - 델타 항공 (스카이팀) - 말레이시아 항공 (원월드) - 방콕 항공 - 베트남 항공 (스카이팀) - 벨라비아 항공 | - 불가리아 항공 - 사우디아 항공 (스카이팀) - 샤먼 항공 (스카이팀) - 쓰촨 항공 - 스칸디나비아 항공 (스카이팀) - 시티제트 - 아르헨티나 항공 (스카이팀) - 아에로멕시코 (스카이팀) - 아에로플로트 (스카이팀) - 아틀라스 글로벌 항공 - 알래스카 항공 | - 에어 링구스 - 에어 몰타 - 에어 발틱 - 에어 세르비아 - 에어 아스타나 - 에어 유로파 (스카이팀) - 에어 프랑스 (스카이팀) - 에어 프랑스 HOP - 에티하드 항공 - 오만 항공 | - 우크라이나 국제항공 - 위데뢰에 항공 - 웨스트 제트 - 인셀 에어 - 전일본공수 (스타 얼라이언스) - 조지아 항공 - 중국남방항공 - 중국동방항공 (스카이팀) - 중동항공 (스카이팀) - 중화항공 (스카이팀) | - 케냐 항공 (스카이팀) - 코파 항공 (스타 얼라이언스) - 콴타스 항공 (원월드) - 크로아티아 항공 (스타 얼라이언스) - 트랜스아비아 항공 - 페가수스 항공 |  |

## 보유 기종
- 2022년 10월 KLM은 다음과 같은 기종을 보유하고 있으며 평균 기령은 약 9.6년으로 보잉이 대부분을 차지하고 있다.[5][6]

### 퇴역 기종
- KLM은 다음의 항공기를 보유, 운용하였거나 일부는 도입을 취소하였다.[16][17]

## 자회사

### KLM 아시아

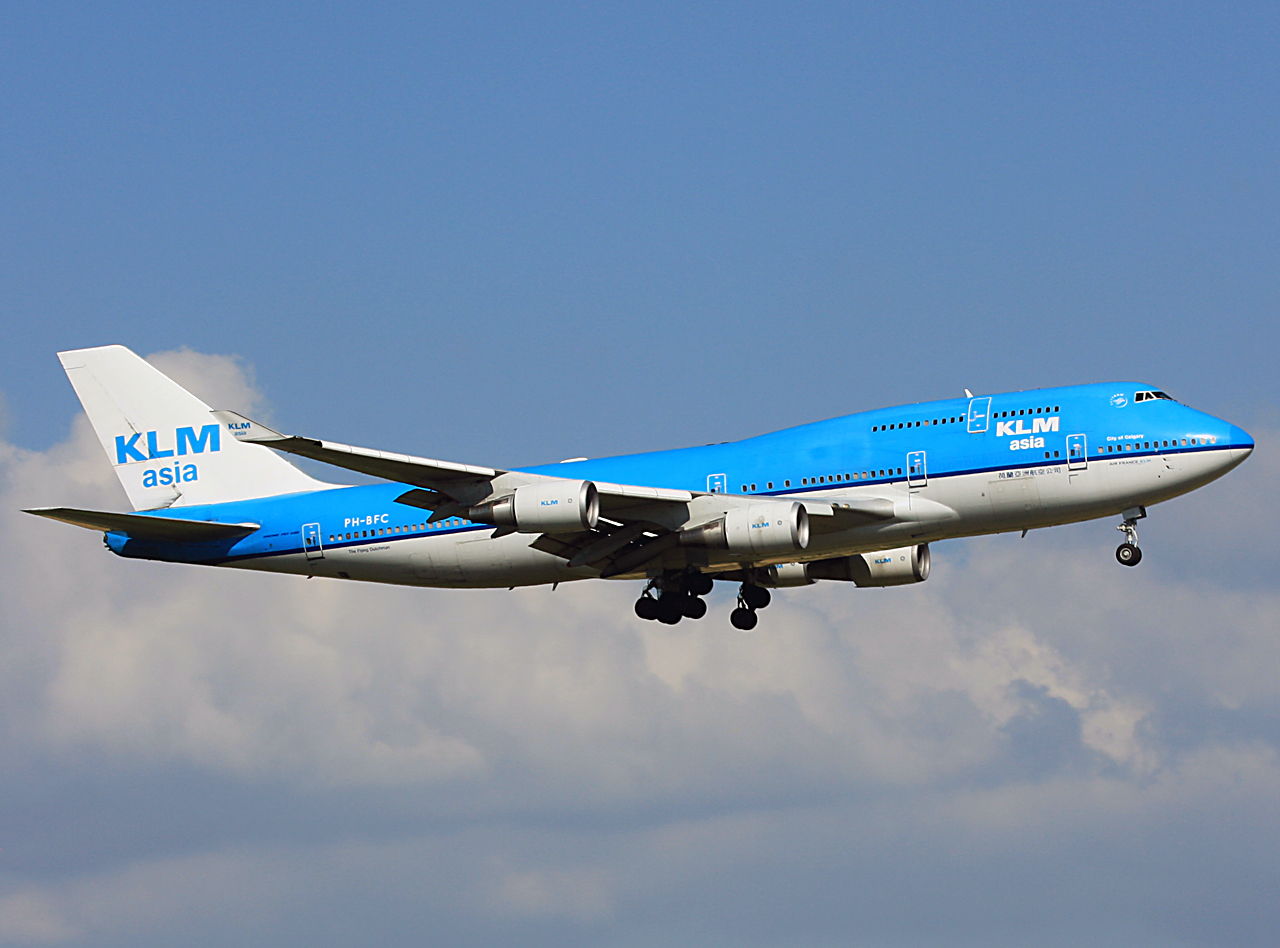
KLM 아시아의 보잉 747-400

- KLM 아시아(중국어 정체자: 荷蘭亞洲航空公司, 병음: Hélán Yàzhōu Hángkōng Gōngsī)는 KLM의 지분에 등록된 자회사이자 중화민국의 항공사로 기존 KLM의 중국 노선의 운항을 해치지 않으면서 타이페이로의 항공기를 운항하기 위해 1995년에 설립된 항공사로 KLM 아시아의 독자적인 운영이 없으나 항공기는 여전히 KLM의 항공기로 운항 중이다.[18] KLM 아시아는 중화민국 동일한 목적으로 취항하는 KLM의 자회사로 또한 이와 별도로 운영하는 회사는 일본 아시아 항공 (일본항공에 합병), 에어 프랑스 아시아, 영국 아시아 항공, 스위스 아시아 항공이 있다. KLM 아시아 항공은 기존 KLM 도색을 사용하고 있으며 네덜란드 크라운 대신 이와는 별도로 KLM 아시아 로고를 갖추고 있다. KLM 아시아는 총 대수는 8대로 7대의 보잉 777-200ER과 1대의 보잉 777-300ER이 있다.[19]

### KLM 카고

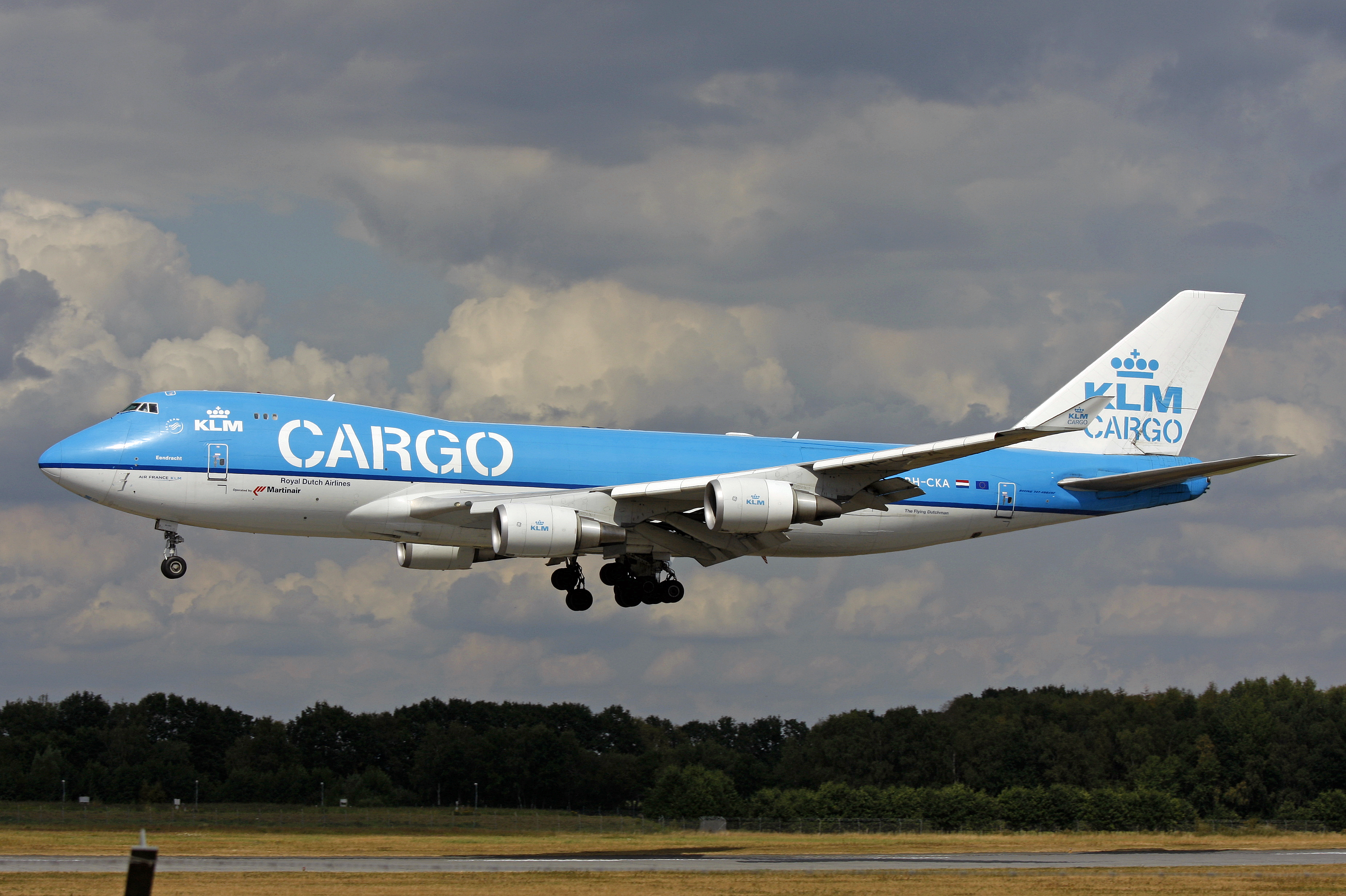
KLM 카고의 보잉 747-400ERF

- KLM 카고(영어: KLM Cargo)는 KLM의 자회사이자 화물 항공사로 주로 KLM의 허브 공항과 국제공항의 화물기를 취항하며 보유 기종은 자회사인 마르틴 에어에서 임차한 보잉 747-400ERF로 운항하고 있으며 에어프랑스 카고와 함께 스카이팀 카고에 소속되어 있다.

### KLM 시티호퍼

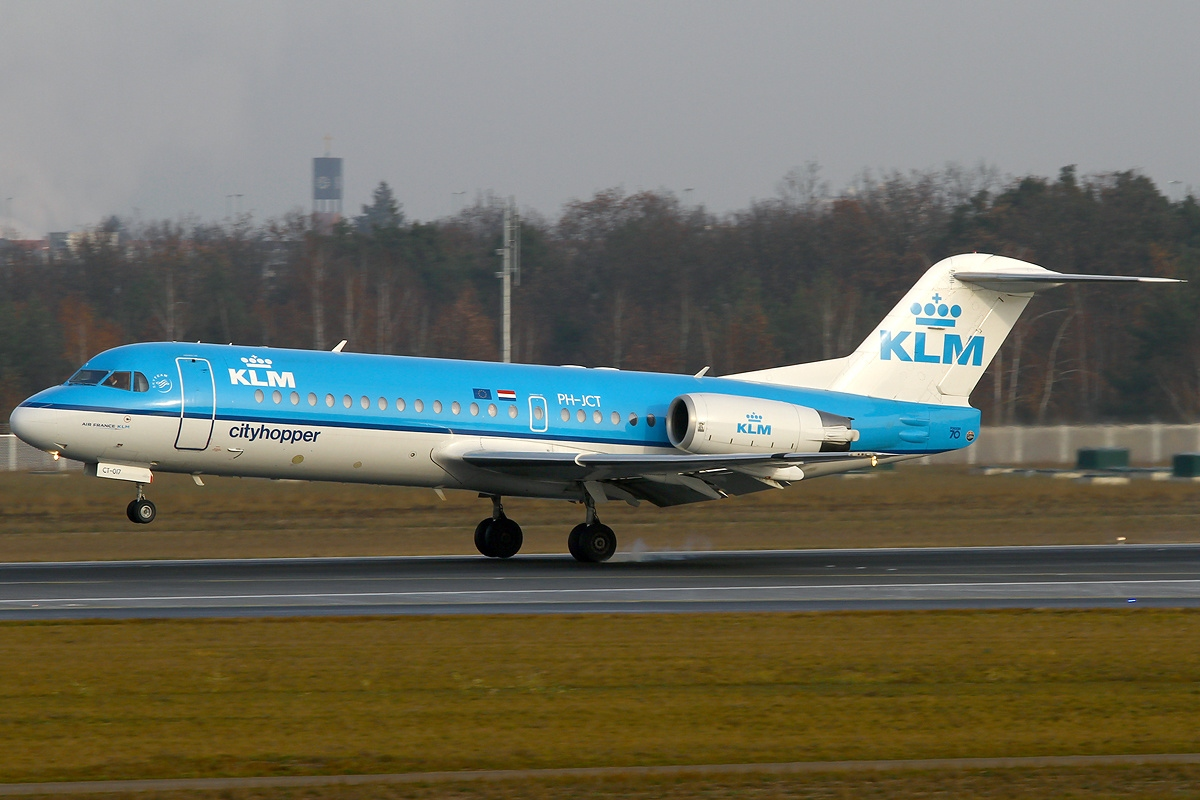
KLM 시티호퍼의 포커 70

- KLM 시티호퍼(영어: KLM cityhopper)는 KLM의 자회사이자 지역 항공사로 주로 KLM의 허브 공항과 지방 공항에 소형 항공기를 취항하고 있으며 1991년에 설립했다.

## 사건 및 사고
- 1977년 3월 27일에 스페인령 카나리아 제도의 테네리페섬에서 일어난 팬암-KLM 충돌사고로 583명이 사망했고 61명이 부상당하는 등 항공 역사상 가장 참혹한 사고로 기록되었다. 이 사고로 KLM에 타고 있던 승객과 승무원 전원 사망했다.
- 2020년 2월 12일 암스테르담에서 인천으로 오는 기내에서 코로나19로 인해 승객용 화장실에 '승무원 전용 화장실'이라고 써 논란이 됐었다.

## 사진

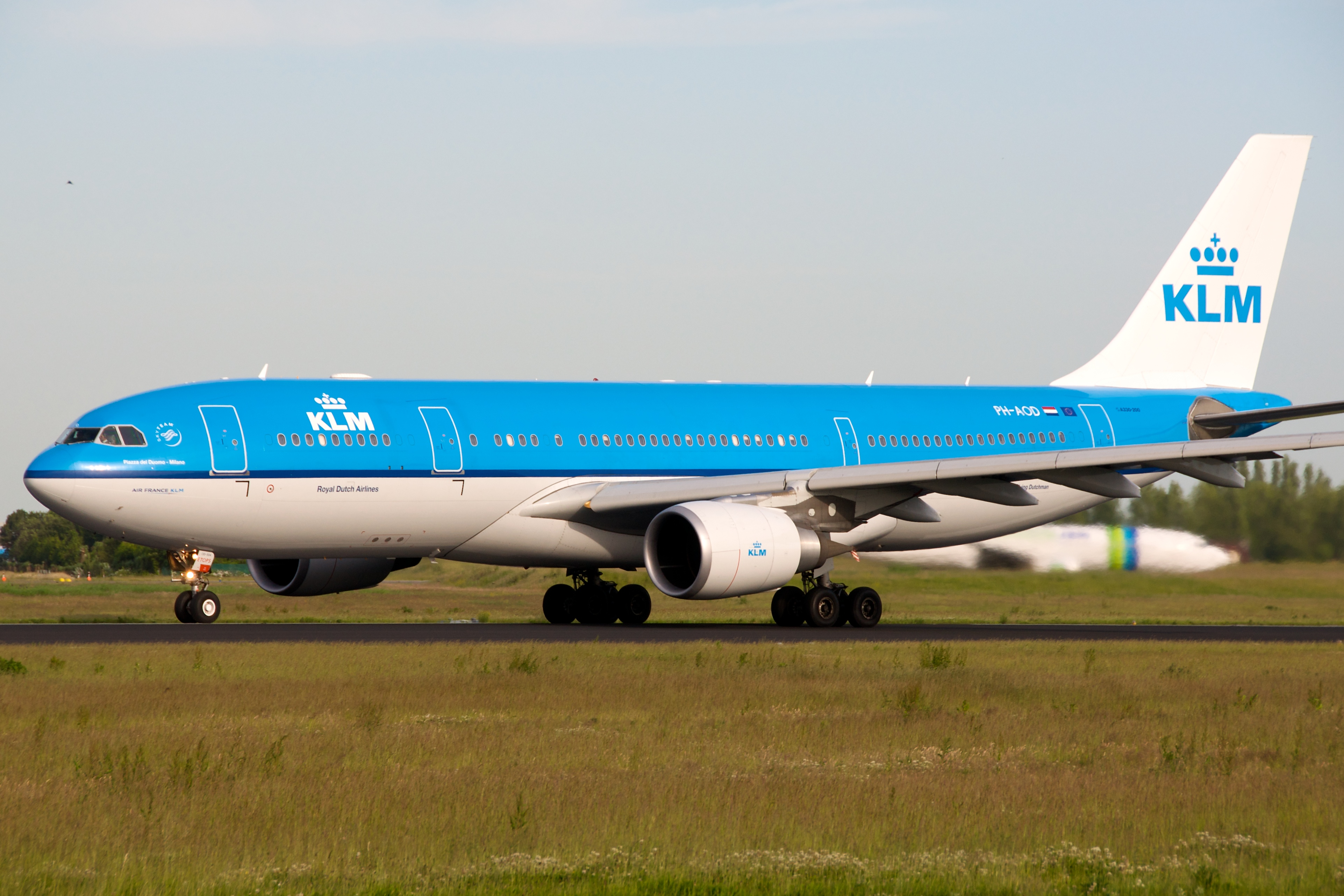
KLM의 에어버스 A330-200
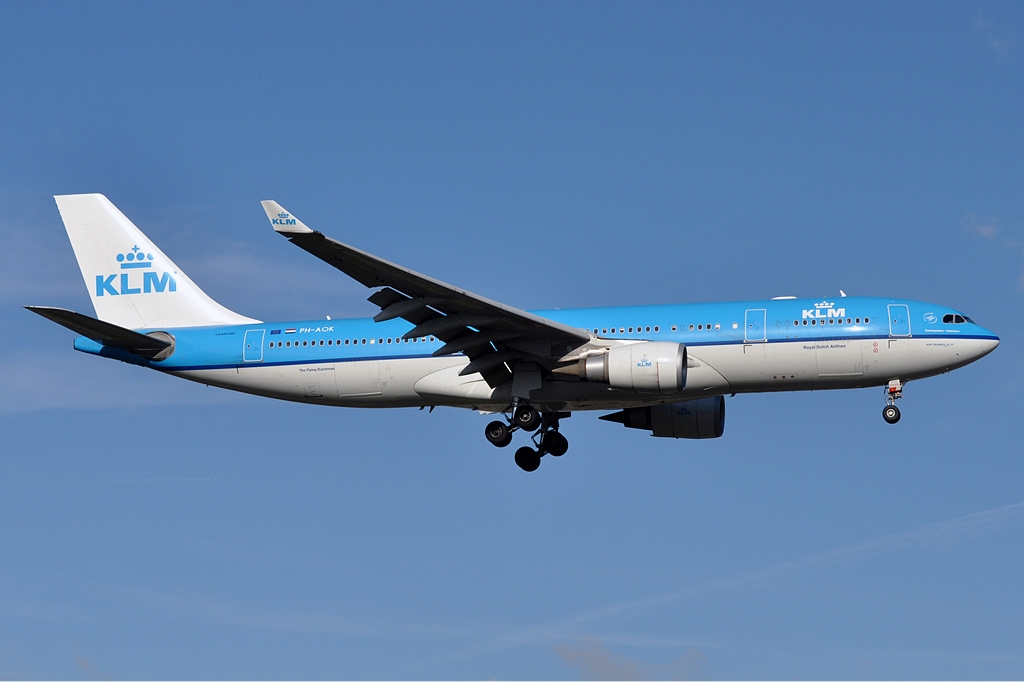
KLM의 에어버스 A330-200
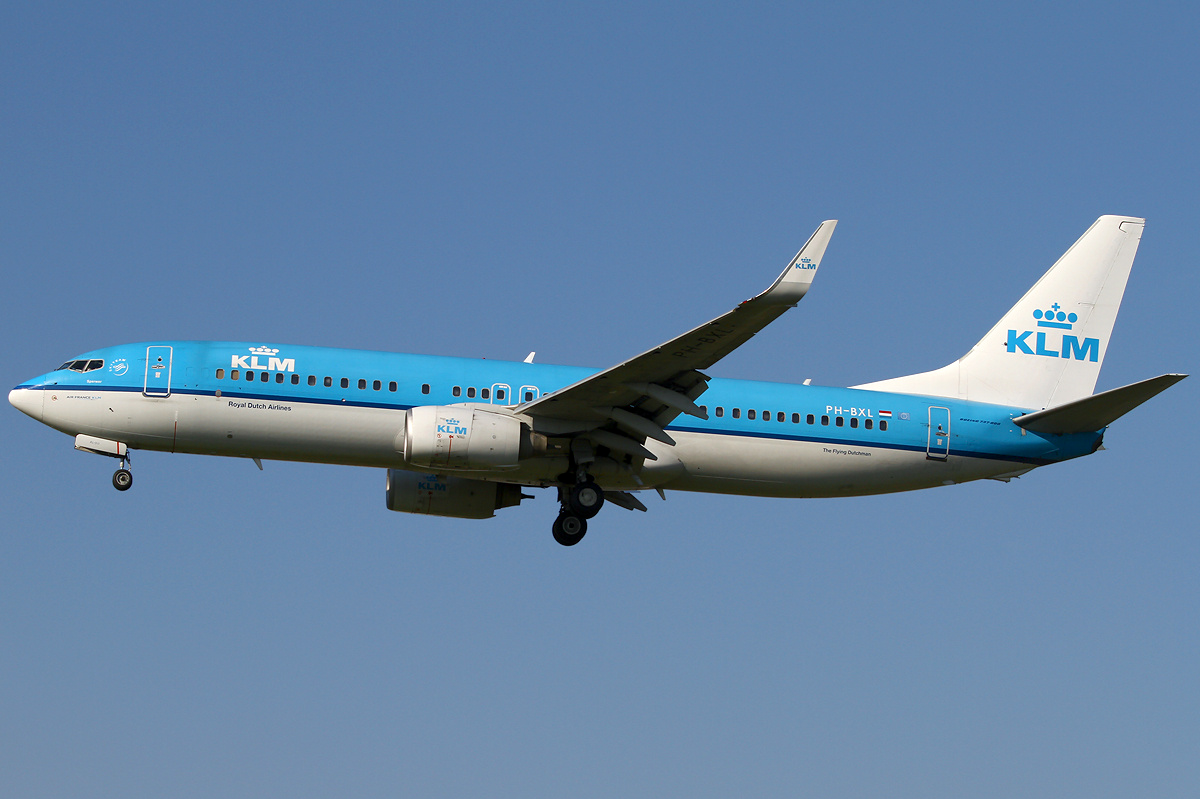
KLM의 보잉 737-800
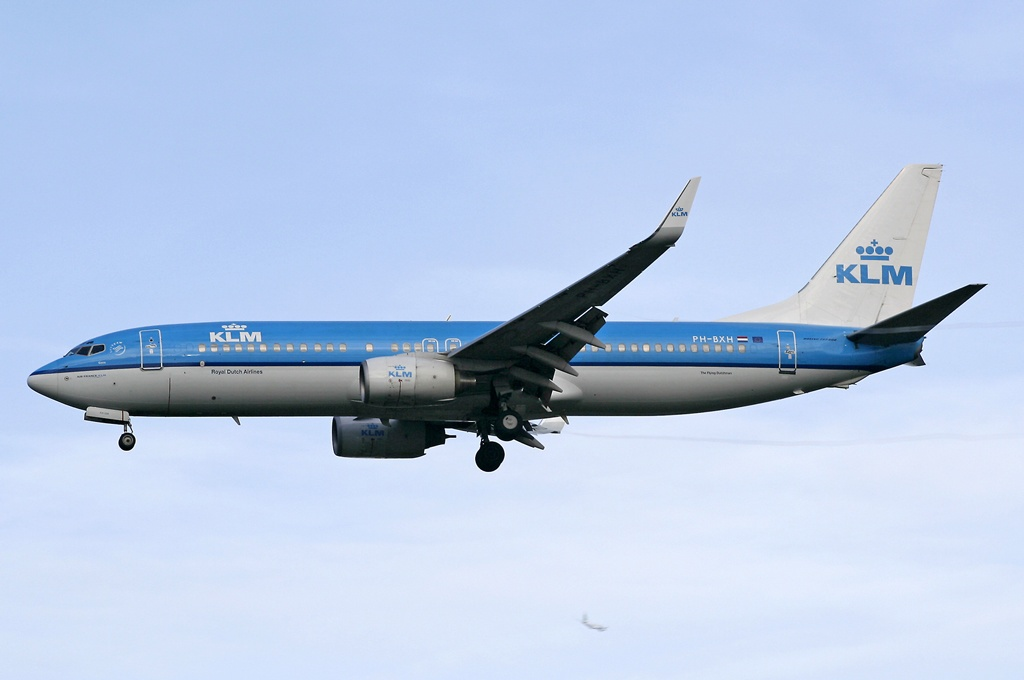
KLM의 보잉 737-800
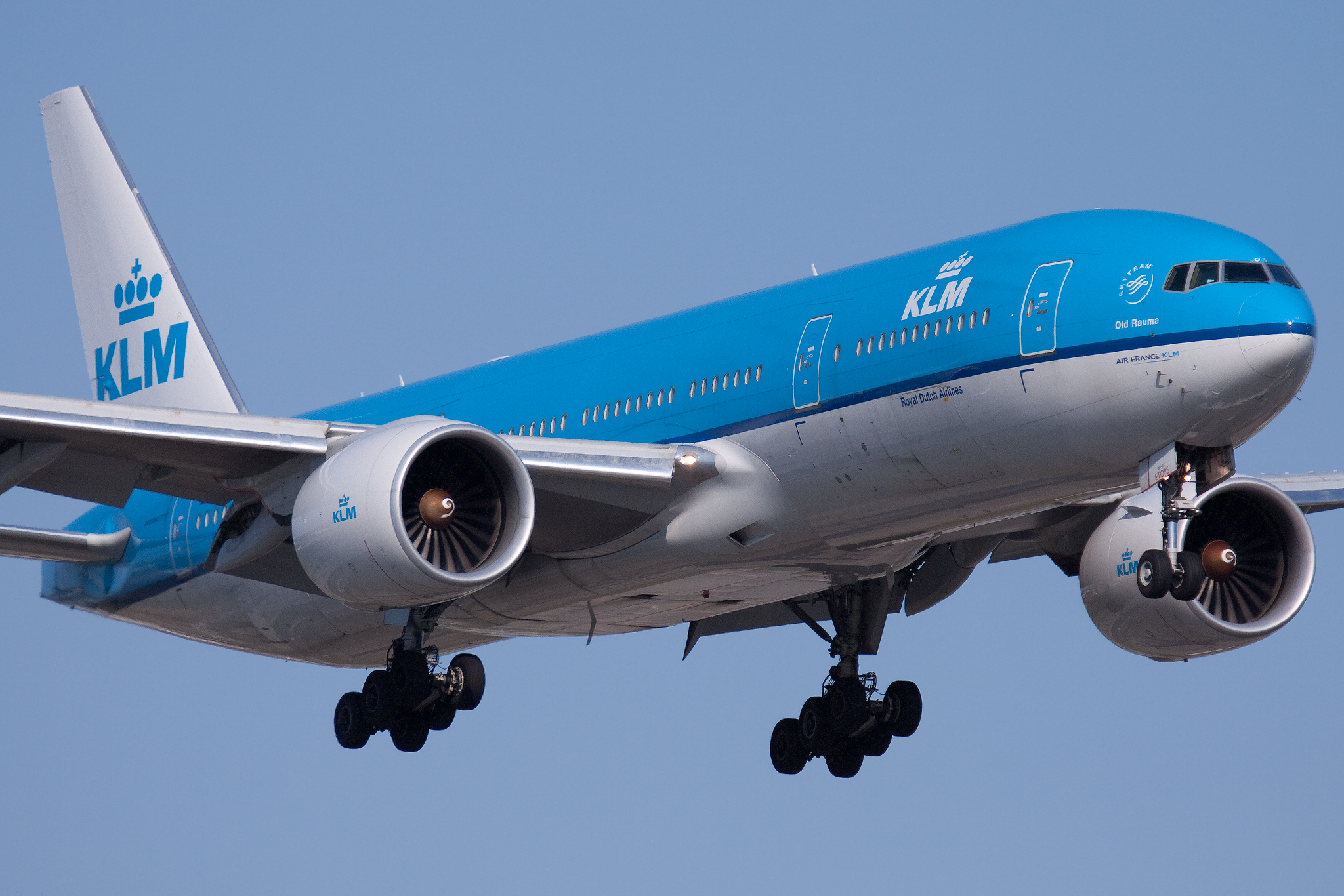
KLM의 보잉 777-200ER
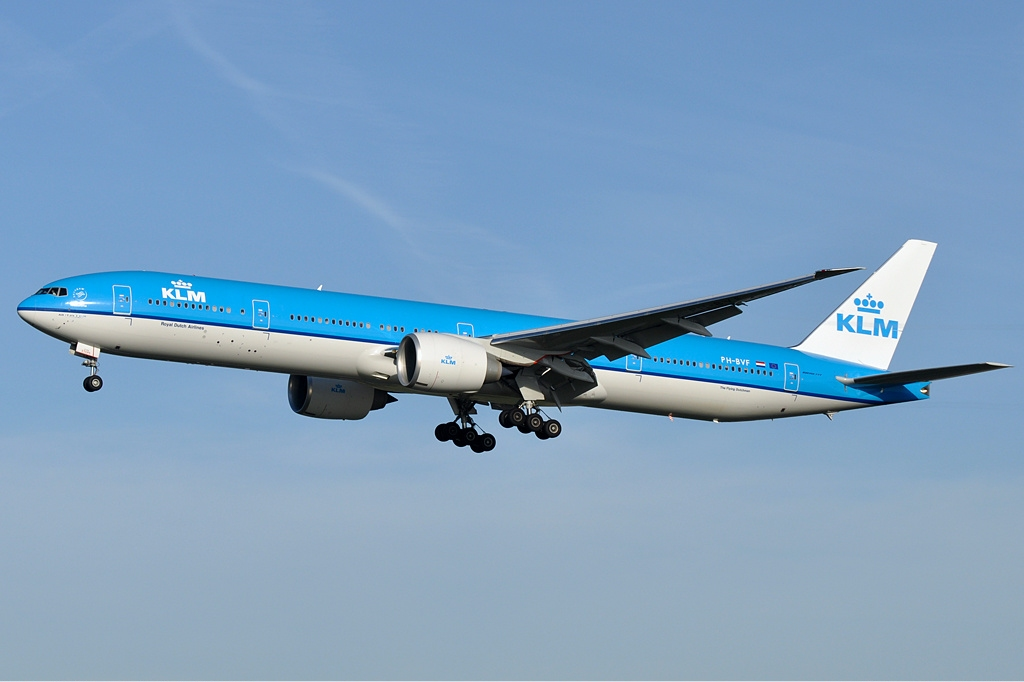
KLM의 보잉 777-300ER
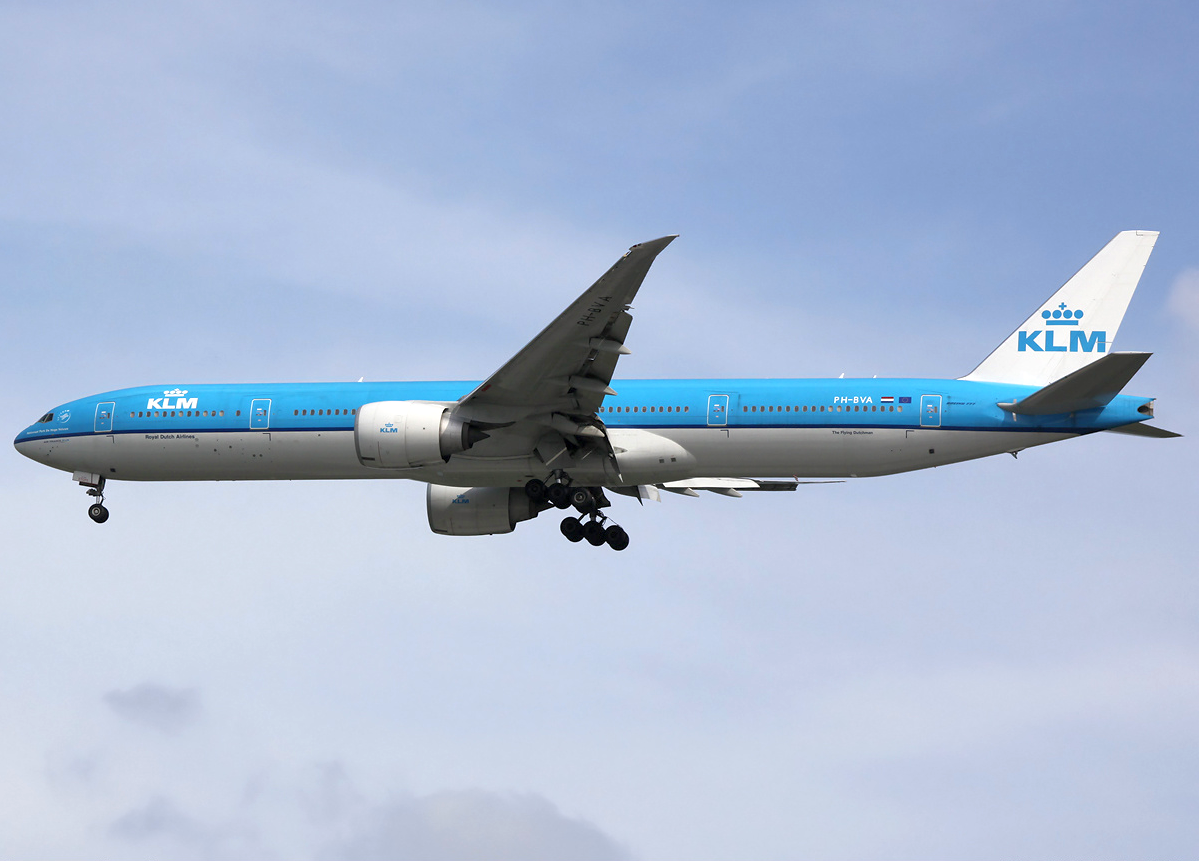
KLM의 보잉 777-300ER
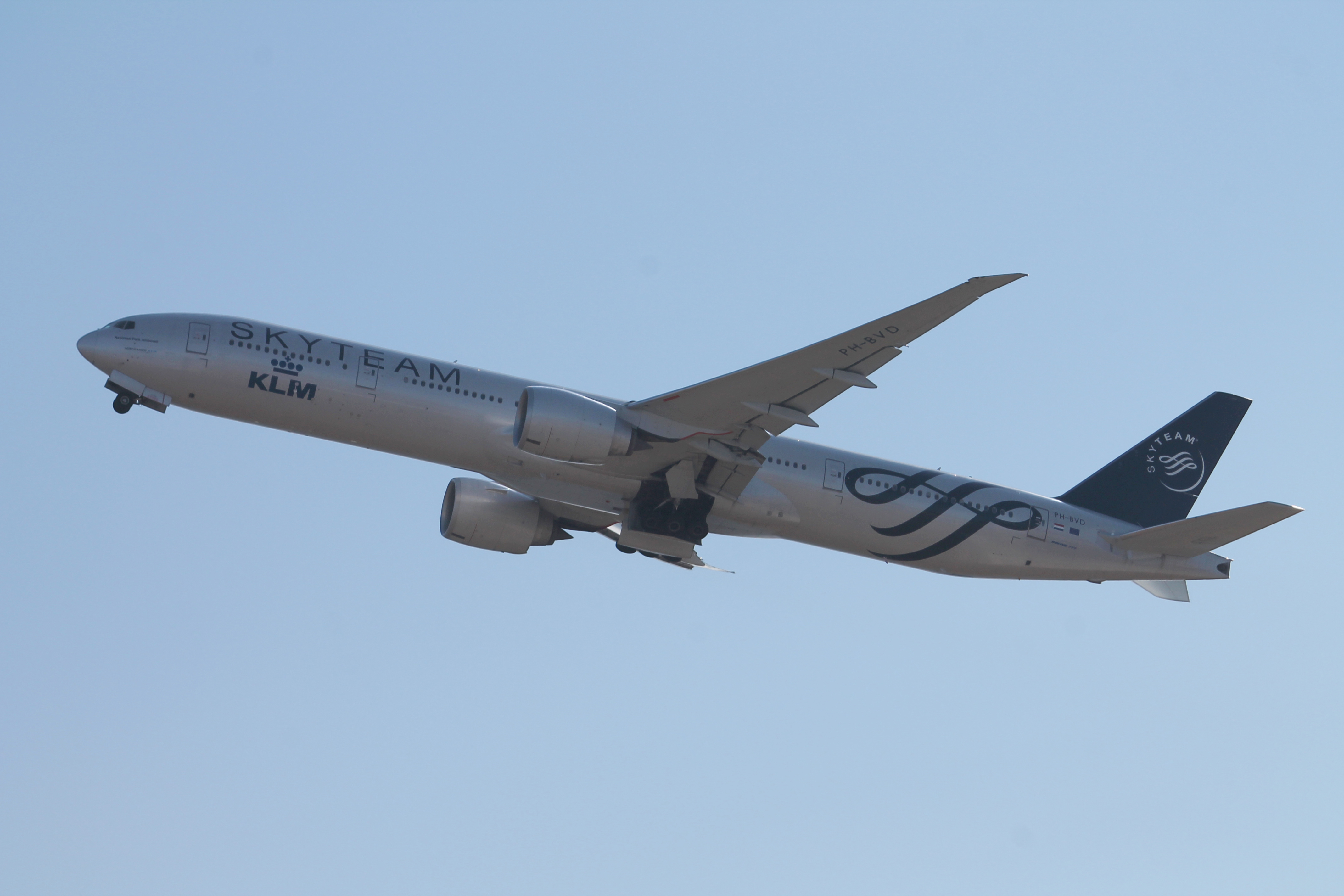
스카이팀 도색을 적용한 KLM의 보잉 777-300ER
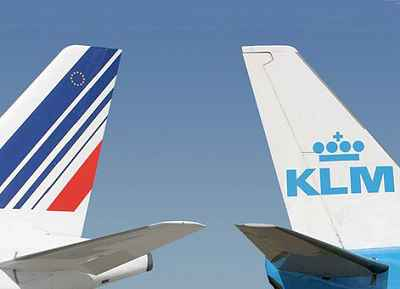
에어프랑스-KLM과 합병 후 에어프랑스 마크와 KLM 마크